# Julian Royce
Julian Royce (Bristol, England 1870 – 1946) foi um ator britânico da era do cinema mudo.

## Filmografia selecionada
- Not Negotiable (1918)
- The Bigamist (1921)
- The Persistent Lovers (1922)
- The Knockout (1923)
- God's Clay (1928)
- Two Hearts in Harmony (1935)
- So You Won't Talk (1935)
- Birds of a Feather (1936)